# Mukim di Mentiri
Mentiri è un mukim del Brunei situato nel Distretto di Brunei-Muara con 15.220 abitanti al censimento del 2011.

## Geografia antropica

### Suddivisioni amministrative
Il mukim è suddiviso in 9 villaggi (kapong in malese):
Tanah Jambu, Sungai Buloh I, Sungai Buloh II, Batu Marang, Panchor, Mentiri, Perpindahan Mentiri, Paring, Pengkalan Sibabau.